# Adansonia digitata
Adansonia digitata, el baobab africano o árbol del pan del mono, es el nombre de un árbol africano de la familia de las malváceas. 

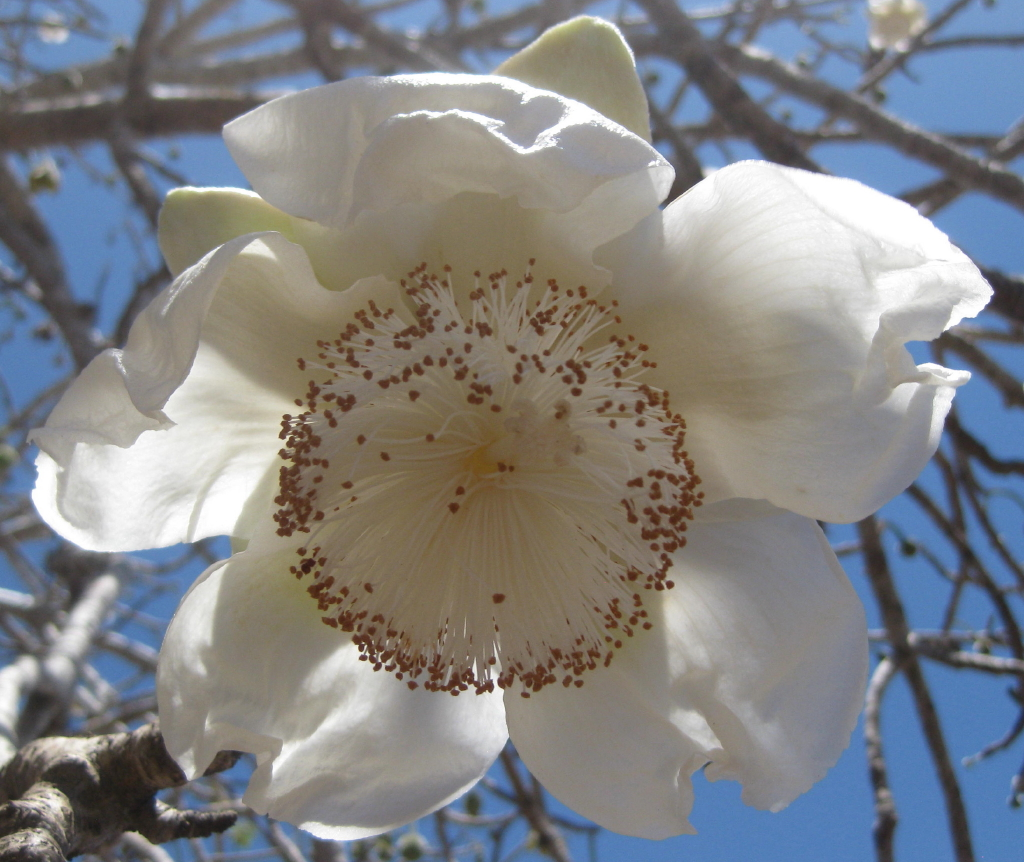
Detalle de la flor.

## Descripción

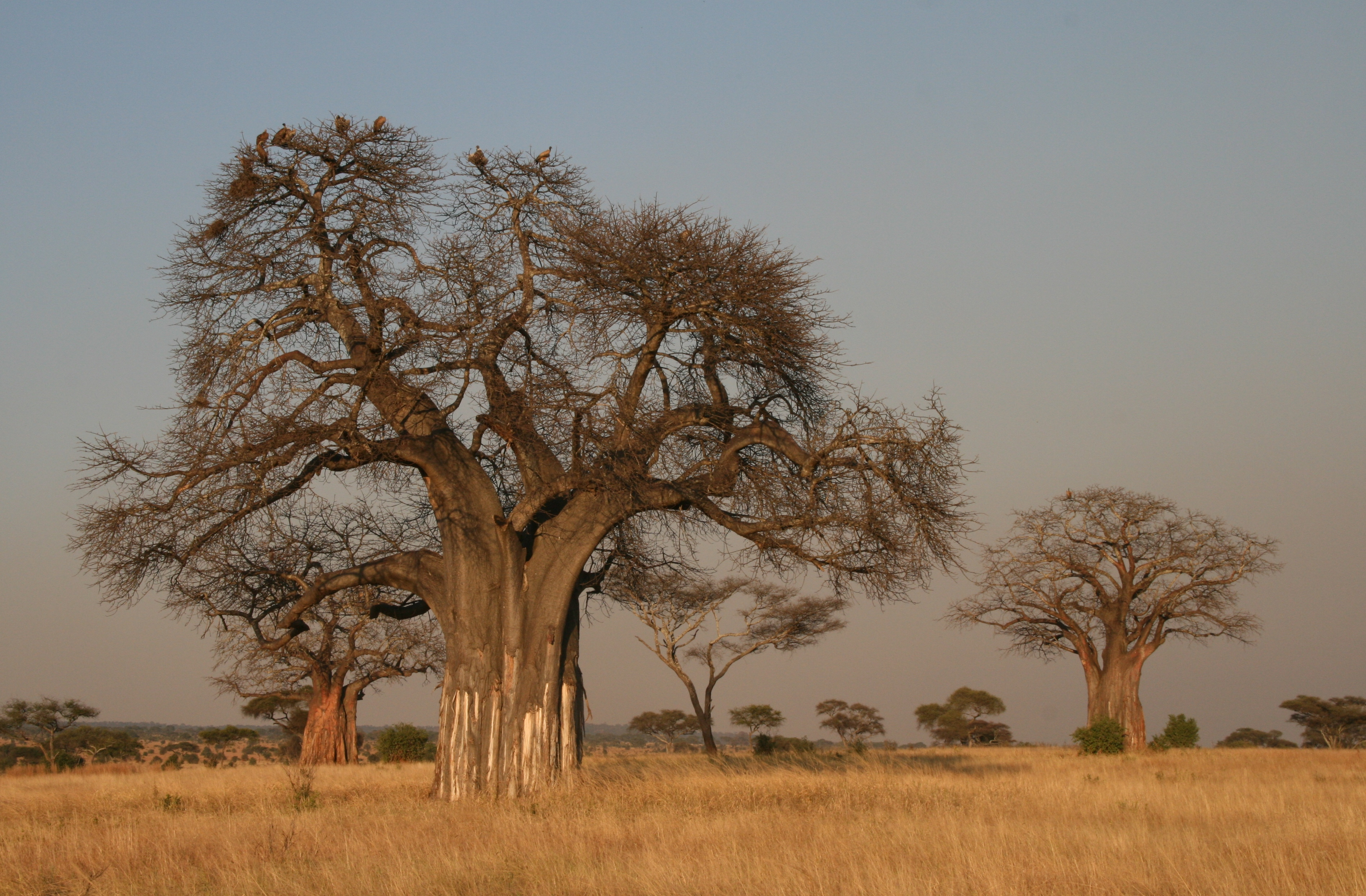
Árbol del pan del mono en Tanzania.

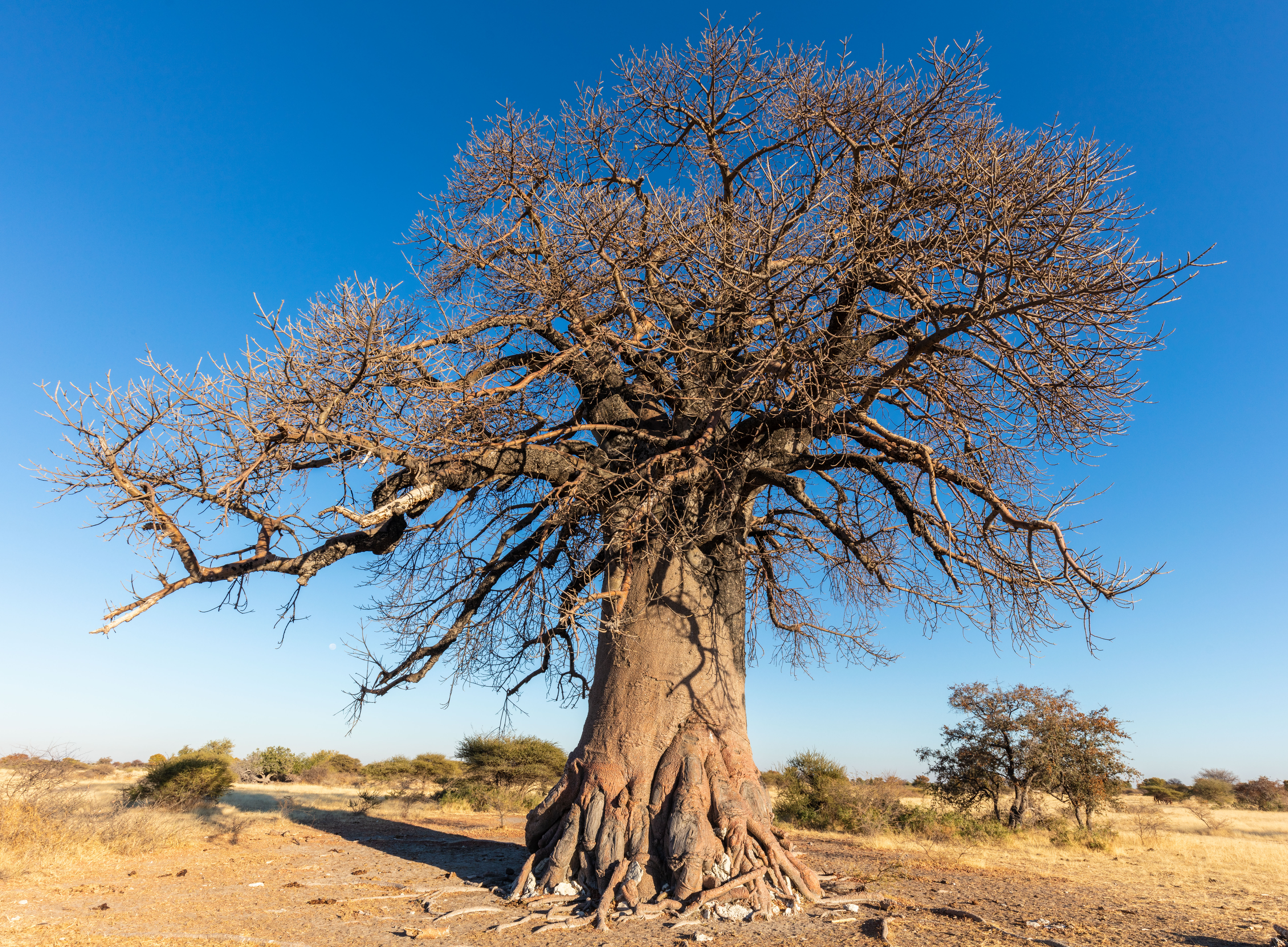
Ejemplar en el centro de Botsuana.

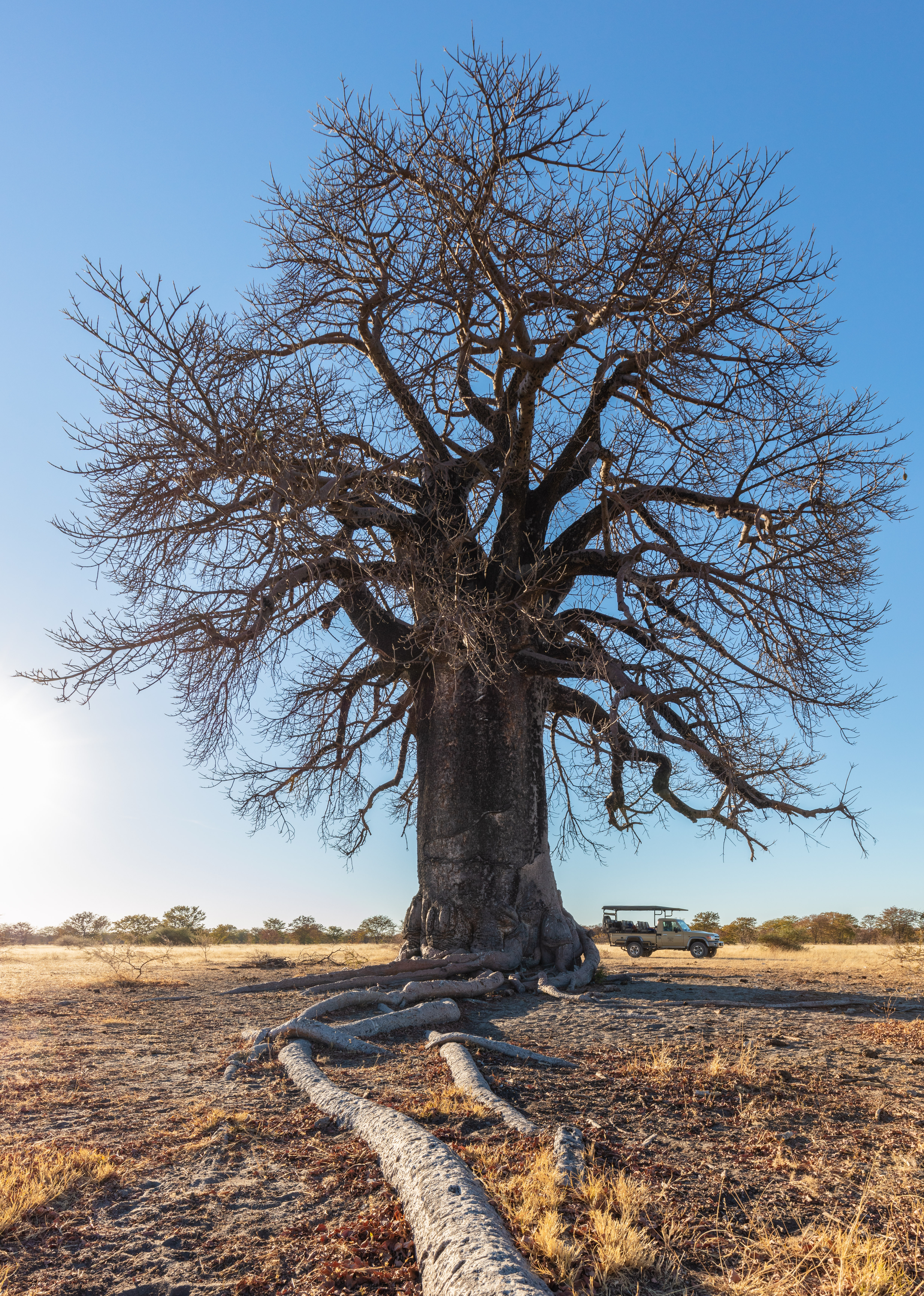
Ejemplo de cómo se pueden extender las raíces.

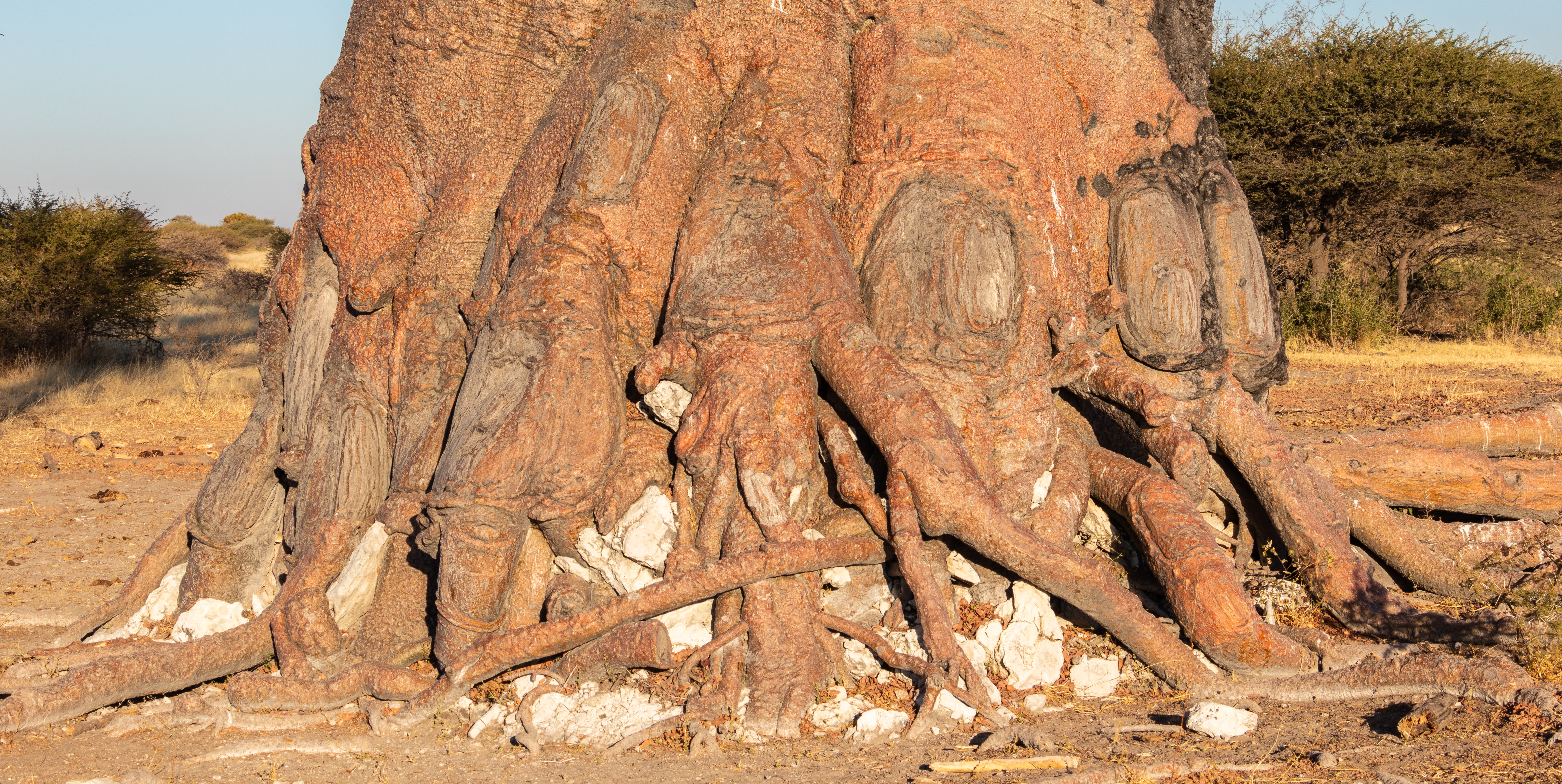
Detalle del tronco.

Las hojas son verdes y compuestas, y caen cuando empieza la estación (más) seca del año. Las flores del baobab son hermafroditas, actinomorfas, blancas y en forma de mano (de ahí su nombre digitata, "con dedos"). Producen un fruto que parece un melón pequeño. Los árboles llegan a crecer hasta 25 m de altura, pero la circunferencia de su tronco puede superar los 10 m, y alcanzar los 28 m. Es leñoso y su madera es blanda. Se calcula que algunos tienen una edad de aproximadamente 4.000 años.[cita requerida]

## Distribución

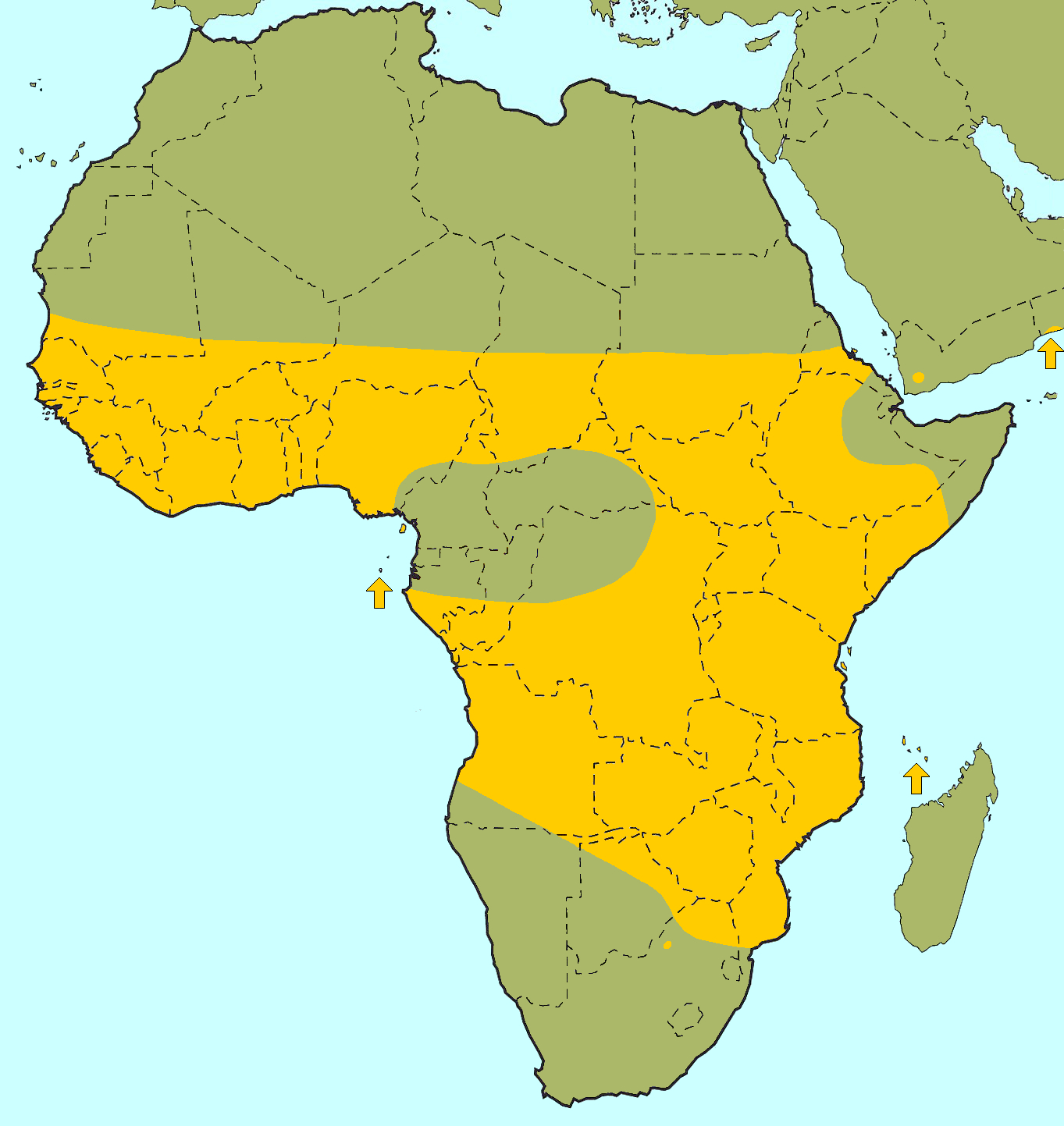
Área donde se encuentra

Es endémico en las áreas semiáridas al sur del Sahara, en África, donde se encuentra con mayor abundancia, pero debido a que puede habitar entre el nivel del mar y los 1.250 metros de altura, en clima cálido, se han reportado especímenes en el centro y en el este del continente. Baobab africano está asociado con las sabanas tropicales; siendo sensible a la acumulación de agua y las heladas, y no se encuentra en áreas donde la arena es profunda.
En el Parque nacional Kruger son más frecuentes en las regiones rocosas, como las montañas Lebombo o entre Punda Maria y Pafuri.

### Cultivo hogareño
Es posible plantar semillas de baobab en macetas para cultivo hogareño. Se debe preparar la semilla, plantar y mantener un cuidado riguroso. El árbol necesita de temperaturas mínimas de 12 °C. Durante los meses de primavera y verano regar diariamente con poca agua procurando no dar agua por demás. En los meses de otoño e invierno podar y no regar. El árbol precisa muy poca agua, con lo cual es recomendable dar menos cantidad de agua que demás.

## Importancia económica y cultural

### Uso alimenticio
Su fruta, llamada calabaza del Senegal o pan de mono, es rica en fibra y es un excelente alimento, se produce pasta y se elabora con él una bebida refrescante. En temporada de sequía los elefantes, para obtener la humedad que contienen los baobabs, abren la madera de estos árboles con sus colmillos.
Con las hojas del baobab se puede hacer una sopa y tribus como los Dogones de la Falla de Bandiagará (Malí) y antes los Telem aprovechan su corteza para fabricar cuerdas.
Por último, el baobab puede almacenar hasta 120.000 litros de agua, lo cual explica la importancia de este gigante en el entorno desértico de África.
La pulpa del fruto, harinosa y ácida, es comestible y se usa para hacer bebidas refrescantes, parecidas a limonadas. Por ejemplo, en Senegal se utiliza para elaborar una de sus bebidas tradicionales, el bouye.
Fabricación de papel y cordajes (corteza).
Las semillas negras y la cáscara gruesa de sus frutos, proporcionan aceite de mesa y sirven par fabricar esmalte. Las hojas jóvenes se consumen como verduras. A partir de la corteza se extrae el alcaloide Adansonina, en cual es un antídoto contra las flechas venenosas de las especies de Strophantus. Los aborígenes usan mucho su corteza con fines medicinales (Bärtels, 2002).

### Uso medicinal
Es febrífugo, sudorífico, aperitivo, astringente. Los frutos dan una bebida usada para la fiebre, también se ha empleado para la disentería, puede ser un buen sustituto de la quinina, aunque su sabor es intensamente amargo.

### El baobab en la literatura
Resulta inevitable que el baobab influya a la literatura africana, así que al menos debemos citar el libro de la escritora senegalesa Ken Bugul (pseudónimo de Mariétou Mbaye), que escribió El baobab que enloqueció, nombre que despierta curiosidad debido a los hábitos sedentarios y a la adusta presencia del milenario árbol, que impresiona por su paciencia.
Pero no sólo influye a la literatura africana, también lo hace en la literatura española, como lo demuestra el libro El caudillo de las manos rojas de Gustavo Adolfo Bécquer, quien nos deleita con éste párrafo: 

El sol lanza sus rayos perpendiculares sobre la tierra. Los viajeros, fatigados de su trabajosa jornada, reposan a la orilla del río, a cuya fuente se aproximan. Un baobab corpulento y magnífico les presta su sombra, capaz de cubrir a una tribu de guerreros.

El Principito, autor francés Antoine de Saint-Exupéry, publicado en 1943, es uno de los libros más famosos de la historia. La novela ficticia tiene como actores a los baobabs, quienes, con sus inmensas raíces generan problemas.  
La novela narra con cierto carácter cómico la relación entre pequeños planetas y los gigantes baobabs, dándole a los baobabs renombre internacional. En el capítulo V plasma un curioso diálogo, en el que el Principito se muestra preocupado por los daños que podría ocasionarle a su diminuto asteroide un baobab, por lo que recomienda con énfasis: «¡Niños atención a los baobabs!». He aquí la transcripción de un fragmento del capítulo V: 

—¿Es verdad que los corderos se comen los arbustos?

—Sí, es cierto.

—¡Ah, que contento estoy!

No comprendí por qué era tan importante para él que los corderos se comieran los arbustos. Pero el Principito añadió:

—Entonces se comen también los baobabs.

Le hice comprender al principito que los baobabs no son arbustos, sino árboles tan grandes como iglesias y que incluso si llevase consigo todo un rebaño de elefantes no serían suficientes para comerse un solo baobab.

 Esta idea del rebaño de elefantes hizo reír al principito.

 —Habría que poner los elefantes unos sobre otros…

 Y luego añadió juiciosamente:

 —Los baobabs, antes de crecer, son muy pequeñitos.

 —Es cierto. Pero ¿por qué quieres que tus corderos coman los baobabs?

 Me contestó: "¡Bueno! ¡Vamos!" como si hablara de una evidencia. Me fue necesario un gran
esfuerzo de inteligencia para comprender por mí mismo este problema.

 En efecto, en el planeta del principito había, como en todos los planetas, hierbas buenas y
hierbas malas. Por consiguiente, de buenas semillas salían buenas hierbas y de las semillas malas,
hierbas malas. Pero las semillas son invisibles; duermen en el secreto de la tierra, hasta que un buen día
una de ellas tiene la fantasía de despertarse. Entonces se alarga extendiendo hacia el sol, primero
tímidamente, una encantadora ramita inofensiva. Si se trata de una ramita de rábano o de rosal, se la
puede dejar que crezca como quiera. Pero si se trata de una mala hierba, es preciso arrancarla
inmediatamente en cuanto uno ha sabido reconocerla. En el planeta del principito había semillas
terribles… como las semillas del baobab. El suelo del planeta está infestado de ellas. Si un baobab no se
arranca a tiempo, no hay manera de desembarazarse de él más tarde; cubre todo el planeta y lo perfora
con sus raíces. Y si el planeta es demasiado pequeño y los baobabs son numerosos, lo hacen estallar.

"Es una cuestión de disciplina, me decía más tarde el principito. Cuando por la mañana uno
termina de arreglarse, hay que hacer cuidadosamente la limpieza del planeta. Hay que dedicarse
regularmente a arrancar los baobabs, cuando se les distingue de los rosales, a los cuales se parecen
mucho cuando son pequeñitos. Es un trabajo muy fastidioso pero muy fácil".

"Y un día me aconsejó que me dedicara a realizar un hermoso dibujo, que hiciera comprender a
los niños de la tierra estas ideas. "Si alguna vez viajan, me decía, esto podrá servirles mucho. A veces no
hay inconveniente en dejar para más tarde el trabajo que se ha de hacer; pero tratándose de baobabs, el
retraso es siempre una catástrofe. Yo he conocido un planeta, habitado por un perezoso que descuidó
tres arbustos…"

El escritor René Ferriot define a estos árboles de la siguiente manera:

Los baobabs son árboles vagamente extraños, obscenos, llenos de una enfermedad de espesor, elefantitis fálica. Tormentosos, fijados en sus gestos cortos, sus ramas de fuegos artificiales no iluminan nada más que el abismo de sus troncos cavernosos, donde la fibra se anuda sobre una sequedad terrible, una prodigiosa dureza que fabrica la savia con nada, con una gota de vapor sin existencia. Los baobabs son en la sabana un pretexto, una presencia insólita en un paisaje austero.[cita requerida]

El periodista Guillermo Altares escribe en El PAIS sobre los Baobabs:

Los grandiosos árboles encarnan la imaginación de África y simbolizan, como los olmos o los tejos en España, la fuerza de la comunidad
Guillermo Altares

## Leyendas y mitos

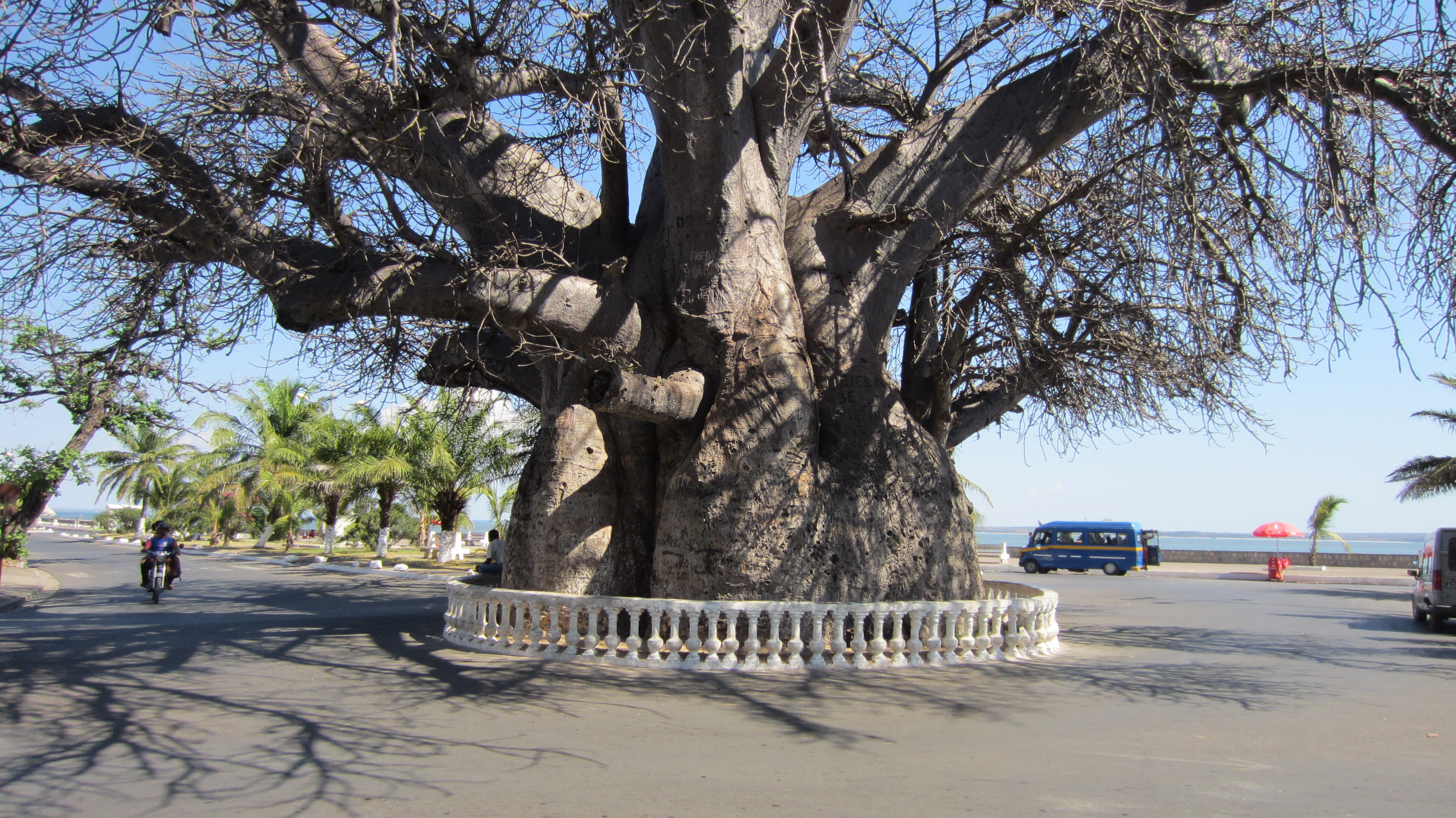
El baobab en Mahajanga, Madagascar, tenía una circunferencia de 21 metros en 2013. Se convirtió en el símbolo de la ciudad, y anteriormente era un lugar para ejecuciones y reuniones importantes.

A lo largo del Zambezi, las tribus creen que los baobabs eran rectos y demasiado orgullosos. Los dioses se enojaron, los arrancaron de raíz y los arrojaron al suelo boca abajo. Los espíritus malignos ahora causan mala suerte a cualquiera que recoja las dulces flores blancas. Más específicamente, un león los matará. En el parque nacional Kafue, uno de los baobabs más grandes se conoce como "Kondanamwali" o el "árbol que come doncellas". El árbol se enamoró de cuatro hermosas doncellas. Cuando llegaron a la pubertad, pusieron celoso al árbol al encontrar maridos. Entonces, una noche, durante una tormenta, el árbol abrió su tronco y llevó adentro a las doncellas. Se ha construido una casa de descanso en las ramas del árbol. En las noches de tormenta, todavía se oye el llanto de las doncellas encarceladas. Algunas personas creen que las mujeres que viven en kraals donde abundan los baobabs tendrán más hijos. Esto es científicamente plausible, ya que esas mujeres tendrán un mejor acceso a las hojas y frutas ricas en vitaminas del árbol para complementar una dieta deficiente en vitaminas.

### La orden del baobab

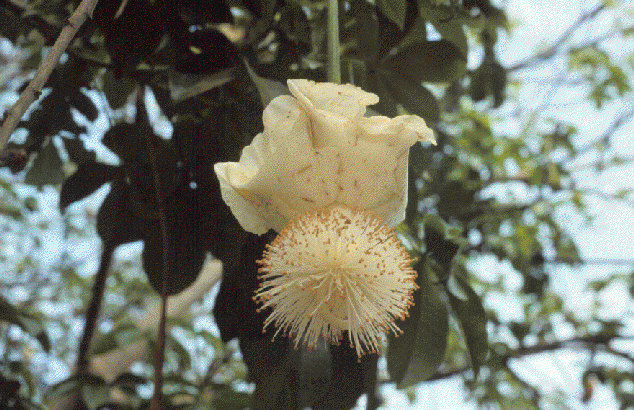
Flor y fruta del Baobab.

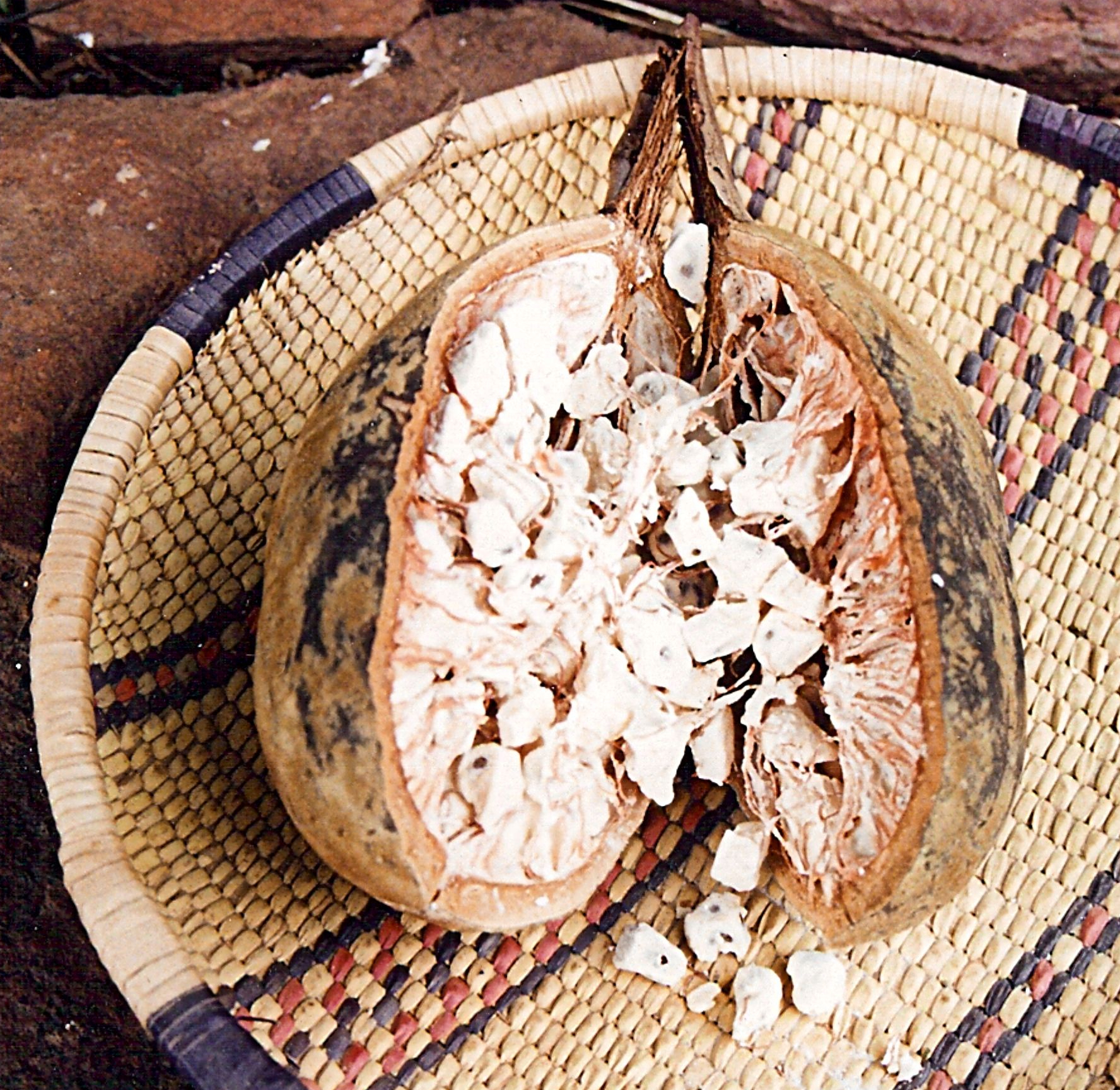
Fruta obtenida del Baobab.

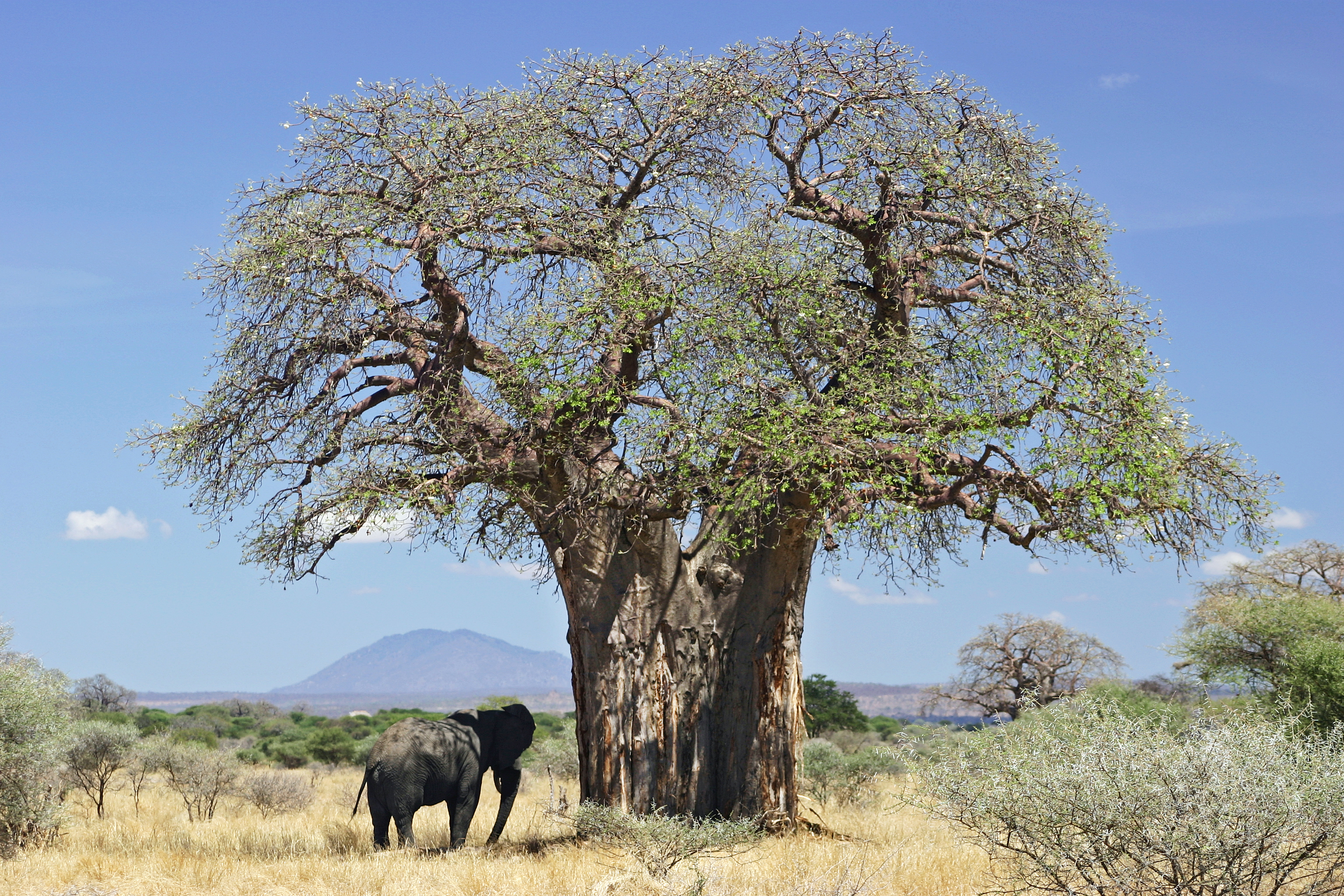
En su hábitat con elefante.

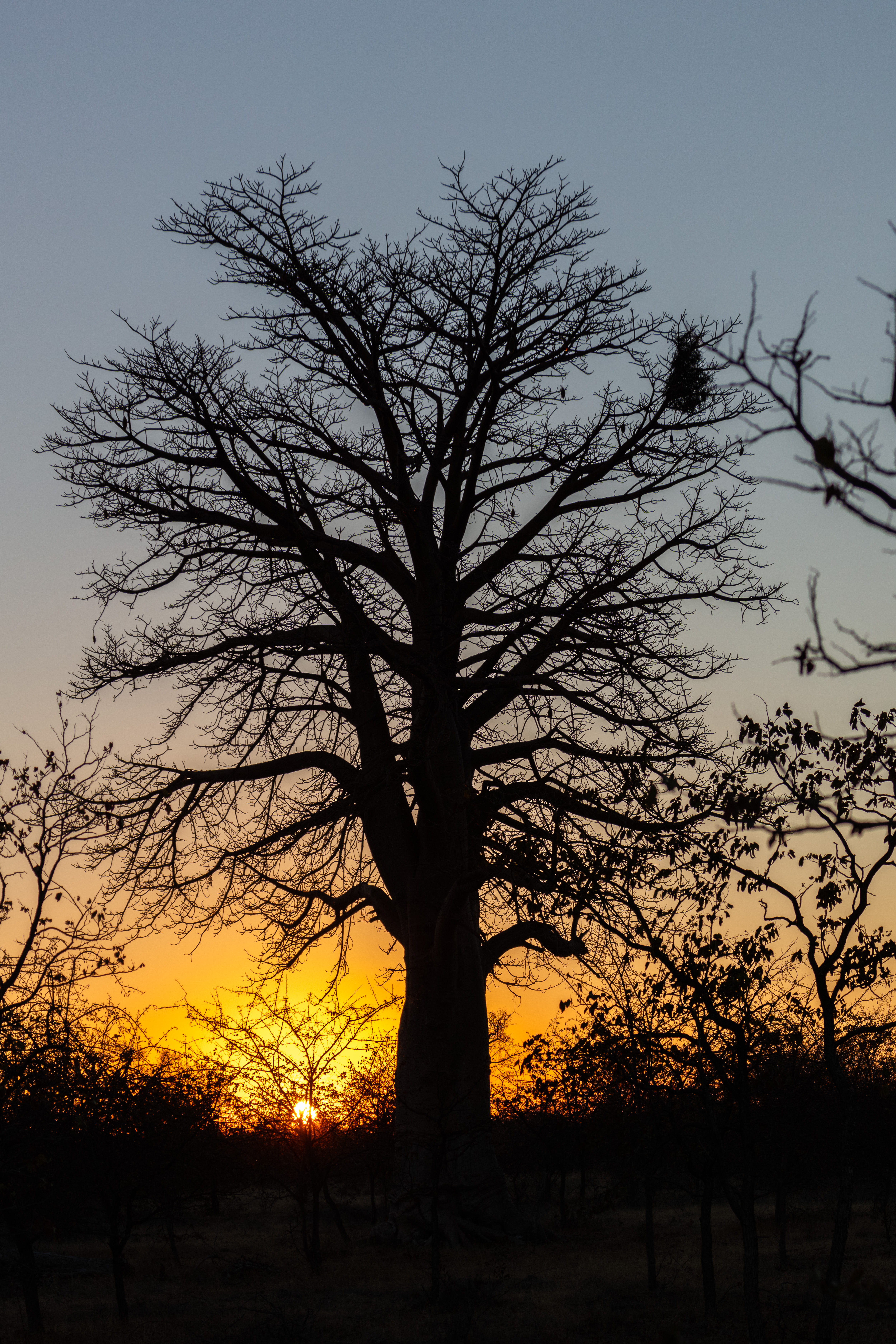
Silueta de un baobab durante al salir el sol.

Es el árbol emblemático de Madagascar porque en ese país se concentra el mayor número de especies de adansonias, pero es el baobab la más conocida internacionalmente. 
Sudáfrica estableció la Orden del Baobab para premiar a sus ciudadanos excepcionales, entre las razones que justifican al Baobab para denominar a este importante reconocimiento, se expresa:
- "El Baobab es un árbol tropical de África, es símbolo de resistencia, tolerancia, vida comunitaria y longevidad. Es valorado también como manifestación de vitalidad, es un árbol dotado a la vez de propiedades mágicas y utilitarias: Nos proporciona fibra para nuestra ropa y para nuestras cuerdas y lazos, fruta y combustible entre otros productos. El baobab se distingue por su estatura y la apariencia de árbol que crece "desde arriba hacia abajo" y hace siglos que es utilizado como el lugar en que se reúnen las comunidades de África."

- "Los elementos en el diseño de la medalla que se otorga como parte del premio, simbolizan longevidad, apoyo a la comunidad, contribución y prosperidad orgánica."

- La Orden del Baobab representa una contribunción excepcional y se premia a sudafricanos distinguidos por servicios más allá del deber en las siguientes categorías:

- Lucha por la democracia
- Instauración de la democracia y derechos humanos
- Construcción de la nación
- Paz y seguridad
- Periodismo, literatura, artes, cultura, deportes y música
- Negocios y la economía
- Innovación en las ciencias, medicina y tecnología
- Servicio comunitario

La Orden del Baobab se otorga en tres clases:
- Clase 1 = Consejero Supremo de la Orden del Baobab (Oro)
- Clase 2 = Gran Consejero de la Orden del Baobab (Plata)
- Clase 3 = Consejero de la Orden del Baobab (Bronce)

## Taxonomía
Adansonia digitata fue descrita por  Carlos Linneo y se considera que fue publicado originalmente en el apéndice de Species Plantarum 2, 1190, en 1753. Sin embargo, la especie no contó con la validación del género hasta su publicación en Systema Naturae, Editio Decima 2: 1144, 1382, en 1759.
Etimología
Adansonia: nombre científico que honra al sabio francés de origen escocés que describió por primera vez a éste árbol, Michel Adanson (1737-1806), y deriva directamente de su apellido.
digitata: epíteto que se inspira en la forma de "mano con dedos" de las hojas de este gigante africano.
Sinonimia
- Adansonia bahobab L.
- Adansonia integrifolia Raf.
- Adansonia scutula Steud.
- Adansonia situla (Lour.) Spreng.
- Adansonia sphaerocarpa A.Chev.
- Adansonia sulcata A. Chev.
- Baobabus digitata (L.) Kuntze
- Ophelus sitularius Lour.[13]